# Élections législatives arméniennes de 2007
Les élections législatives arméniennes de 2007 se sont déroulées le 12 mai 2007. 131 sièges étaient à pourvoir à l'Assemblée nationale arménienne (90 au scrutin proportionnel, 41 au scrutin majoritaire). 2 317 810 électeurs étaient inscrits.

## Système électoral
Le scrutin a lieu via un système mixte. Sur les 131 sièges de l'Assemblée nationale, 41 sont élus au scrutin majoritaire à un tour et 90 à la proportionnelle, avec des seuils minimum requis de 5 % pour les partis et 7 % pour les alliances de partis, avec cependant un minimum de trois partis représentés au parlement, ce qui permet aux trois partis ou alliances arrivés en tête d'avoir des sièges même si l'un ou plusieurs d'entre eux n'atteignent pas les seuils électoraux.

## Résultats
Le taux de participation s'est élevé à 59,4 %.
| Parti                                       | Scrutin proportionnel | Scrutin proportionnel | Scrutin proportionnel | Scrutin majoritaire (sièges) | Total des sièges | +/- |
| Parti                                       | Votes                 | %                     | Sièges                | Scrutin majoritaire (sièges) | Total des sièges | +/- |
| ------------------------------------------- | --------------------- | --------------------- | --------------------- | ---------------------------- | ---------------- | --- |
| Parti républicain d'Arménie (HHK)           | 458 258               | 33,91 %               | 41                    | 23                           | 64               | 31  |
| Arménie prospère (BHK)                      | 204 483               | 15,13 %               | 18                    | 7                            | 25               | -   |
| Fédération révolutionnaire arménienne (FRA) | 177 907               | 13,16 %               | 16                    | 0                            | 16               | 5   |
| État de droit (OEK)                         | 95 324                | 7,05 %                | 8                     | 0                            | 8                | 12  |
| Héritage                                    | 81 048                | 6,00 %                | 7                     | 0                            | 7                | -   |
| Parti uni du travail (MAK)                  | 59 271                | 4,39 %                | 0                     | -                            | 0                | 6   |
| Unité nationale                             | 49 864                | 3,69 %                | 0                     | -                            | 0                | 8   |
| Nor Zhamanakner                             | 47 060                | 3,48 %                | 0                     | -                            | 0                | -   |
| Parti du peuple                             | 37 044                | 2,74 %                | 0                     | -                            | 0                | -   |
| Parti de l'union                            | 32 943                | 2,44 %                | 0                     | -                            | 0                | -   |
| Parti du peuple d'Arménie (HZK)             | 22 762                | 1,68 %                | 0                     | -                            | 0                | -   |
| République                                  | 22 288                | 1,65 %                | 0                     | -                            | 0                | -   |
| Union Impeachment                           | 17 475                | 1,29 %                | 0                     | -                            | 0                | -   |
| Autres partis (> 1 %)                       |                       |                       | 0                     | -                            | 0                | -   |
| Autres                                      | -                     | -                     | -                     | 11                           | 11               | 3   |
| Total                                       | 1 375 733             | 100 %                 | 90                    | 41                           | 131              |     |